# NGC 4933
NGC 4933 = IC 4176 ist eine 12,1 mag helle Linsenförmige Galaxie vom Hubble-Typ S0/a im Sternbild Jungfrau auf der Ekliptik. Sie ist schätzungsweise 128 Millionen Lichtjahre von der Milchstraße entfernt und hat einen Durchmesser von etwa 55.000 Lichtjahren.
NGC 4933 bildet zusammen mit IC 4173 eine durch Gravitation verbundene Doppelgalaxie (Arp 176) mit sichtbaren Auswirkungen auf beide Galaxien; beide Objekte werden auch (austauschbar) NGC 4933A und NGC 4933B genannt. Eine gravitationelle Verbindung mit einer dritten Galaxie, PGC 45143 (gelegentlich auch NGC 4933C genannt), konnte bisher nicht einwandfrei bewiesen werden. 
Halton Arp gliederte seinen Katalog ungewöhnlicher Galaxien nach rein morphologischen Kriterien in Gruppen. Diese Galaxie gehört zu der Klasse Galaxien mit schmalen Gegenarmen.
Im selben Himmelsareal befindet sich u. a. die Galaxie NGC 4920.
Das Objekt wurde zweimal entdeckt; zuerst am 9. Mai 1784 von Wilhelm Herschel mit einem 18,7-Zoll-Spiegelteleskop, der sie dabei mit „pF, pS, R, r, near some small stars“ beschrieb (Entdeckung geführt als NGC 4933); danach am 16. April 1895 von Guillaume Bigourdan (geführt als IC 4176).